# 574 a.C.

## Eventos
- O faraó Amósis II, com o apoio dos Babilónios e de Esparta, o mais poderoso dos Estados helénicos, penetra em território de soberania Persa.
- A cidade de Tiro é saqueada pelos caldeus.